# Азил
Азил (од антгрч.  — асилон] — „уточиште, склониште“) је обичај пружања заштите лицима прогоњеним из политичких разлога.На нивоу држава је регулисан законима, по којима се дозвољава људима да остану у земљи у коју су побјегли, без присиле враћања у прву земљу.
Право азила је једно од основних права човјека, према Општој декларацији о правима човјека из 1948. Свако има право да тражи азил, осим криминалаца и лица која су прекршила начела Повеље Уједињених нација.
Државе нису обавезне да дају азил већ се ово чини на добровољној бази. Неке омогућавају да се то право затражи и у дипломатским представништвима. Трговачки бродови немају право давања азила, за разлику од ратних.
Крајем XX вијека азил је почео да се даје људима који могу да докажу основан страх од политички мотивисаног прогона у својој домовини.

## Појам, настанак и значење права на азил
Под азилом или уточиштем подразумијева се заштита коју једна држава пружа странцу од његове сопствене државе или лицу без држављанства од државе његовог претходног боравишта. Ово право могу тражити лица која су побјегла у другу државу због различитих врста прогона у земљи поријекла, осим ако су прогоњени за неполитичке деликте и дјелатности супротне основним принципима међународног права. Институт за међународно право је 1950 године дефинисао азил као заштиту коју једна држава даје на својој територији или на простору који је под контролом њених органа, лицу које је то до ње тражило.
Посматрано историјски, пракса давања азила бјегунцима како би избјегли извршење аката власти настала је веома рано. У старој Грчкој су постојала света мјеста, храмови у које су се могли склонити прогоњени. Такав азил је постојао и у римском праву и то је прва фаза у настанку азила, тзв. реликиозни азил. Јустинианов кодекс је право на азил предвиђао за све извршиоце кривичних дјела, осим дјела убиства и друга тешка дјела. 
Азил као савремена правна установа нагло добија на значају брзим економским развојем који је довео до економских миграција људи, као и одређеним политичким превирањима и ратним и оружаним сукобима који су довели до масовног кретања људи. 
Према Универзалној декларацији о људским правима од 1948 године (члан 14) ово право могу тражити и у њему уживати лица која су побјегла у другу државу због различитих врста прогона у држави поријекла. Право на азил загарантовано је и чланом 18. Повеље о основним правима у Европској унији из 2000 године. Ово право не могу тражити лица која су у својим државама због неполитичких кривичних дјела или због дјела супротних циљевима и принципима Уједињених нација.

## Врсте азила
- Територијални азил

Територијални азил подразумијева да на својој територији пружи заштиту бјегунцу из друге државе. Такво овлашћење државе произилази из њеног територијалног суверенитета и као такво представља израз њене суверене власти.
- Екстериторијални азил

Екстериторијални азил се састоји у пружању заштите прогоњеним лицима ван територије државе, у просторима који се налазе под њеном контролом. Овај вид азила јавља се са појавом сталне дипломатије крајем XV и почетком XVI вијека, у почетку више као једна врста дипломатског обичаја. Заснива се на фикцији екстериторијалитета према којој се простори дипломатских мисија изузимају од власти и јурисдикције територијалне државе и третирају се као простори ван њене територије, односно као дијелови државе коју представља дипломатска мисија. Под тим се, дакле, подразумјевају дипломатске зграде и остали дипломатски простори, којима су прикључивани ратни бродови, војне базе и други простори које користе лица тих држава.